# Alain Reyniers
Alain Reyniers est un ethnologue et universitaire belge, spécialiste des cultures tsiganes. 
Professeur à l'Université catholique de Louvain au département de communication et à l'unité d’anthropologie et de sociologie et est membre associé au laboratoire d'anthropologie urbaine du CNRS français. Il est également le directeur scientifique de la revue Études Tsiganes, principale revue francophone sur ce sujet. Il a dirigé des groupes de recherches de l'UNESCO, de l'UNICEF, de l'OCDE et du ministère belge des Affaires sociales sur les questions des populations nomades. Il a étudié aussi les Bédouins du Wadi Roum de Jordanie et les populations semi-nomades de Douz en Tunisie. 
Plus récemment, il s'est intéressé à l’anthropologie des lieux de mémoire, menant par exemple des études sur le site de Carthage en Tunisie ou sur les motivations et les réactions du public visitant le champ de bataille de Waterloo.

## Sources
- CV sur le site de l'Université de Louvain
- Biographie sur le site du laboratoire d'anthropologie urbaine du CNRS